# شعب راشد (حزم العدين)

تعديل مصدري - تعديل

شعب راشد محلة تابعة لقرية المائدة، التابعة لعزلة المعيظة بمديرية حزم العدين إحدى مديريات محافظة إب في الجمهورية اليمنية، بلغ تعداد سكانها 106 حسب تعداد اليمن لعام 2004.